# Koshantschikovius intractatus
Koshantschikovius intractatus är en skalbaggsart som beskrevs av Vladimir Balthasar 1973. Koshantschikovius intractatus ingår i släktet Koshantschikovius och familjen Aphodiidae. Inga underarter finns listade i Catalogue of Life.